# Höhenstufe (Ökologie)

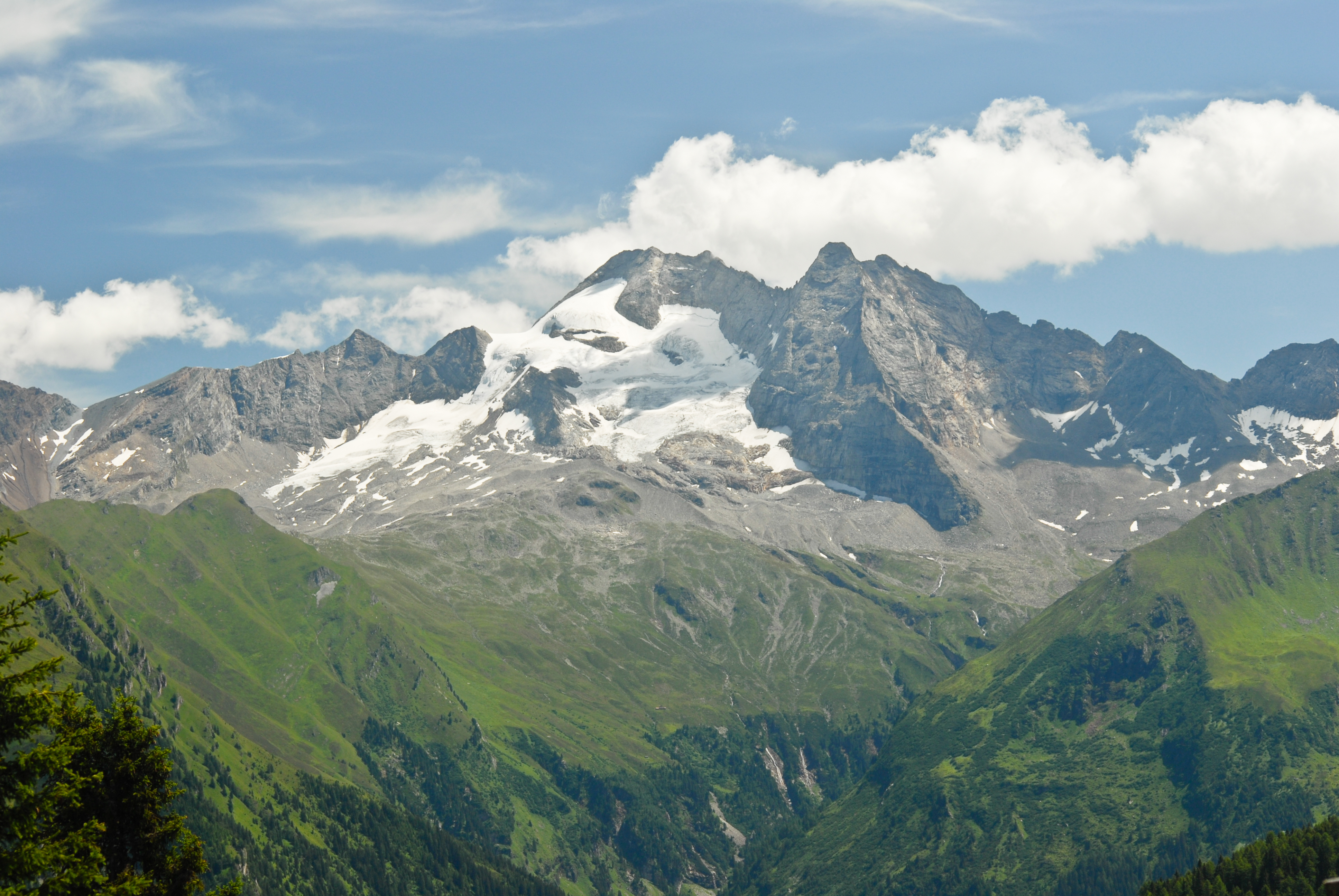
Höhenstufen der Vegetation an einem Berg in den Alpen (Olperer): von unten nach oben: hochmontane, subalpine, alpine, subnivale und nivale Stufe.

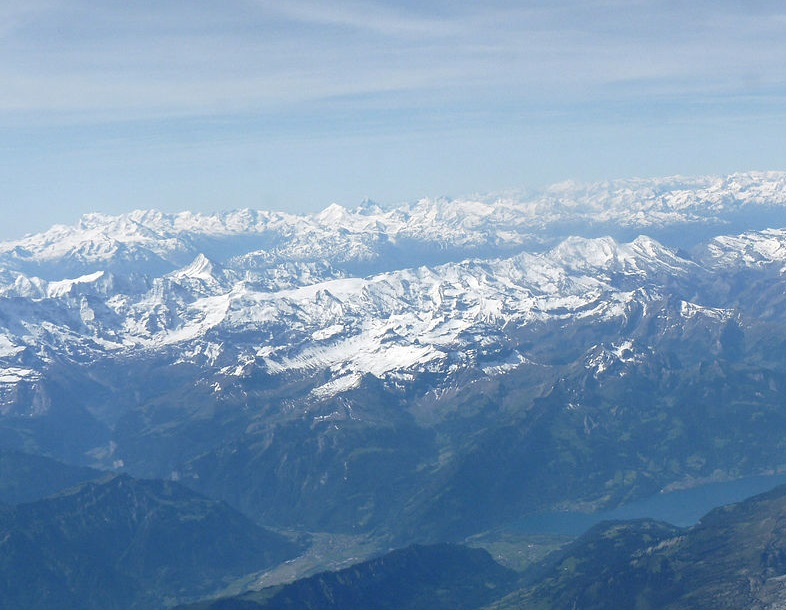
Die Untergliederung in Höhenstufen ist bei der Vegetation des gesamten Gebirgsmassivs gleichermaßen zu erkennen, ebenso die Schneegrenze.

Als Höhenstufen (auch Höhenzonen, Vegetations(höhen)stufen, in vorwiegend älterer Literatur oder vereinzelt in der Forstökologie Höhengürtel und selten Gebirgsstufen) werden in der Ökologie, Geobotanik und Biogeographie die klimatisch bedingten Bereiche gleichartiger natürlicher Vegetation in Gebirgen bezeichnet. Mit zunehmender Höhe über dem Meeresspiegel herrschen durch den atmosphärischen Temperaturgradienten niedrigere Lufttemperaturen, sodass die Standortbedingungen für Pflanzen in der Höhe anders sind als in tieferen Lagen und entsprechende Anpassungen erfordern. Diese führen in den unterschiedlichen Höhenlagen von der natürlichen Vegetation des flachen Umlandes ausgehend zu einer typischen, vertikalen Abfolge verschiedener Pflanzenformationen. Anzahl, Grenzen, Ausdehnung und Bewuchs richten sich nach den konkreten Verhältnissen in den untersuchten Gebirgen. Walter und Breckle sprechen dabei von den Orobiomen der Gebirge, die sie von den globalen Zonobiomen unterscheiden. Grundsätzlich weist die Abstufung der Gebirgsvegetation große Ähnlichkeiten mit den globalen Zonobiomen und Vegetationszonen auf. Da die Pflanzendecke als Bioindikator ausreicht, spielt die Tierwelt nur eine nachgeordnete Rolle. Die Grenzen der einzelnen Höhenstufen sind sehr variabel und selbst bei benachbarten Gebirgen oftmals unterschiedlich.
In den humiden Gebirgen der kühlgemäßigten Klimazone beginnt die Höhenzonierung mit den sommergrünen Laubwäldern der planaren Tiefebene und der kollinen Stufe. In der montanen Mittelgebirgsstufe werden diese aufwärts immer mehr mit Nadelgehölzen durchsetzt, um schließlich als Gebirgsnadelwald die obere Waldgrenze zu bilden, die den Übergang in die alpine Hochgebirgsstufe markiert. Die „Kampfzone“ des Waldes bis zur Baumgrenze wird in der Regel als subalpine Stufe bezeichnet. (Solche Übergangszonen zwischen den Stufen umfassen meist nur wenige dutzend Höhenmeter.) Darüber liegt die baumfreie, zwergstrauch- und grasbestandene Mattenregion der alpinen Hochlagen, die in der fast vegetationsfreien nivalen Fels- und Eisregion endet.
Je höher ein Gebirge ist, desto größer sind mit zunehmender Höhe die Unterschiede der Gebirgsflora zur zonalen Vegetation der Umgebung. Die deutlich vom Gebirgsklima geprägten Höhenstufen werden daher auch extrazonal genannt. Hinzu kommen etliche azonale Ökotope, deren Bewuchs zudem von nicht-klimatischen Standortbedingungen des Bodens (Felsen, dünne Humusschicht, Erosion u. ä.) oder Wasserhaushalts (Staunässe, Grundwasserstand, Still- und Fließgewässer) geprägt ist.
Betrachtet man nur die klimatologischen Unterschiede heißt die Höhengliederung Klimastufe oder klimatische Höhenzone.

## Wissenschaftsgeschichte

Abbildung von A. von Humboldt und A. Bonpland aus Ideen zu einer Geographie der Pflanzen nebst einem Naturgemälde der Tropenländer, Paris 1805

Die wissenschaftliche Beschreibung der globalen Geo- und lokalen Höhenzonierung begann mit den Forschungsreisen der beginnenden Neuzeit. Bei den Höhenstufen stand hier Conrad Gessner an erster Stelle, der Mitte des 16. Jahrhunderts durch seine Beschreibung der Höhenzonierung des Berges Pilatus am Vierwaldstättersees (Schweiz) berühmt wurde. Mit der Gliederung der Anden setzte Alexander von Humboldt entscheidende Maßstäbe für spätere Stufenmodelle. Wesentliche Beiträge des 20. Jahrhunderts stammten von Carl Troll.

## Verwendung orographischer Begriffe
Die vorgenannten orographischen Bezeichnungen der Höhenstufen (planar, kollin, montan, alpin, nival) – die je nach Gebirge noch weiter untergliedert werden (submontan, hochmontan, obermontan usw.) und allgemein gebräuchlich für humide Gebirge der gemäßigten Zone sind – werden von vielen Autoren ganz oder zum Teil auch für Gebirge anderer Klimazonen verwendet. Ein direkter Vergleich zwischen den Gliederungen verschiedener Gebirge ist allerdings aufgrund mannigfaltiger Unterschiede nur eingeschränkt möglich. Aus diesem Grund ziehen es einige Autoren vor, andere beziehungsweise eigene Nomenklaturen zu verwenden. Werden die Grenzen einer Höhenstufe in der Literatur mit jeweils nur einer Meterangabe bezeichnet, ist dies als Mittelwert zu verstehen, da die tatsächlichen Verhältnisse – vor allem der Nord- und Südseiten der Gebirge – zum Teil erheblich davon abweichen.

## Tal-, Mittel- und Hochlagen
Bei den Hochgebirgen der gemäßigten Zone ist es offensichtlich und daher trivial, dass die Vegetation je nach Höhenlage unterschiedlich ist. Ohne näher auf die Merkmale von Höhenstufen einzugehen, ist daher die Dreiteilung Tieflage (Tallage), Mittellage und Hochlage allgemein verständlich. Die Grenze zwischen Mittel- und Hochlage aller humider Gebirge ist die (obere) Waldgrenze. Eine allgemeingültige Grenze aller Gebirge weltweit ergibt sich aus der jeweiligen Frost- beziehungsweise Schneegrenze. Die Bezeichnungen Hochlage und Hochgebirgsstufe(n) fassen die alpine bis nivale Höhenstufe zusammen.

## Klimatische Grundlagen

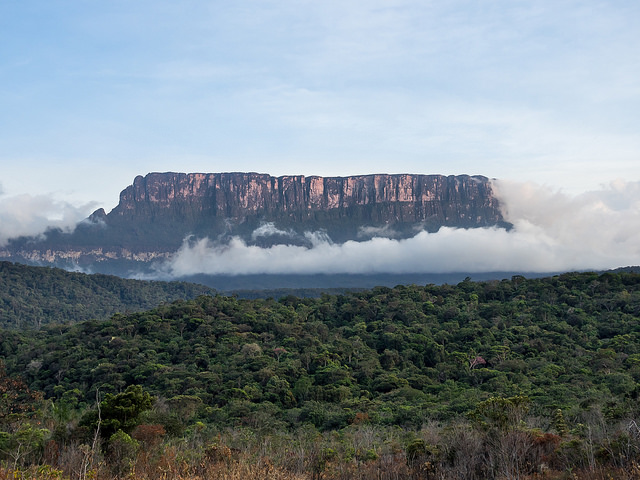
Ein Tepui in Venezuela als Beispiel für eine „Himmelsinsel“ mit stark betonten Höhenstufen

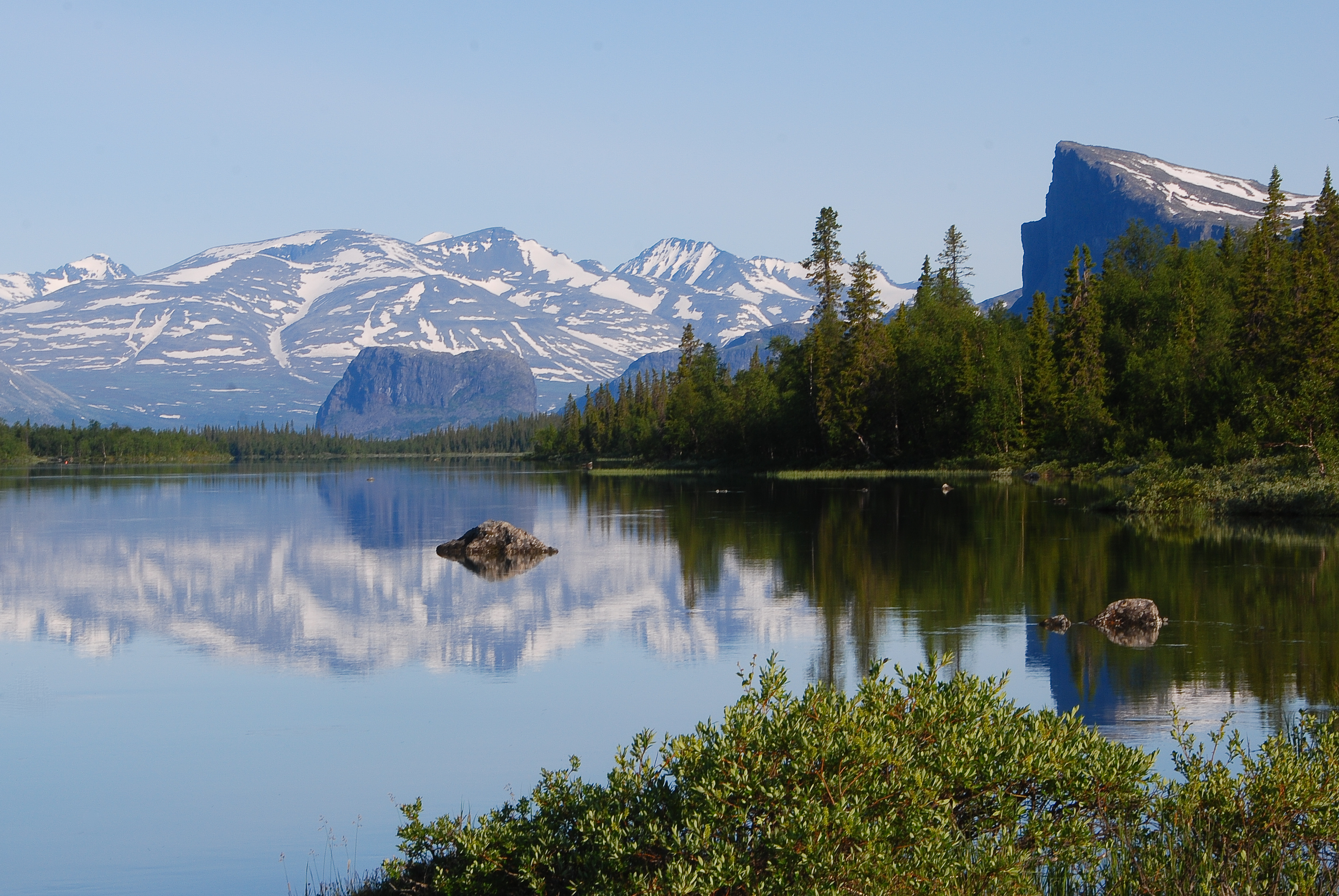
Die Vegetationsstufe Bergwald steht im Kontrast zu den baumlosen Hochlagen des Gebirges im Nationalpark Sarek vom Laitaure, Schwedisch Lappland

Das Zusammenspiel von zunehmender Wärmeausstrahlung, abnehmendem Luftdruck und entsprechend negativem Temperaturgradienten in der untersten Atmosphärenschicht bewirkt grundsätzlich mit zunehmender Höhe abnehmende Temperaturen von etwa 0,4 bis 0,7 °C pro 100 Meter. Dabei sind isolierte Berggipfel bei gleicher Höhe immer kühler als Bergmassive oder Hochplateaus (Massenerhebungseffekt).
Insofern hat die Meereshöhe maßgeblichen Einfluss auf den Jahresgang der Temperatur und damit auf die Vegetationsperiode der Pflanzen, die Richtung Gipfel immer kürzer wird (durchschnittlich 6 bis 7 Tage pro 100 Meter). Aus Menge und Verteilung der Niederschläge ergibt sich die Humidität oder Aridität des betrachteten Raumes.
Da Gebirge einen mit der Höhe zunehmenden Einfluss auf die atmosphärischen Luftströmungen – und damit auf das Wetter – haben, sind die Feuchtigkeitsverhältnisse dort häufig anders als im flachen Umland (siehe zum Beispiel Steigungsregen). Diese Klimafaktoren bestimmen wesentlich die vorkommenden Lebensgemeinschaften (Biozönosen). Besonders stark ausgeprägt sind die klimatischen und ökologischen Unterschiede bei hohen Inselbergen, die auch als „Sky Islands“ bezeichnet werden.
Zu den Höhenklimaten existieren vergleichbare globale Klimazonen mit ähnlichen Pflanzenformationen. Bei näherer Betrachtung sind jedoch deutliche Unterschiede vorhanden (siehe #Vergleich Höhenstufen, Klima- und Vegetationszonen)

### Verschiebung durch Klimaveränderungen

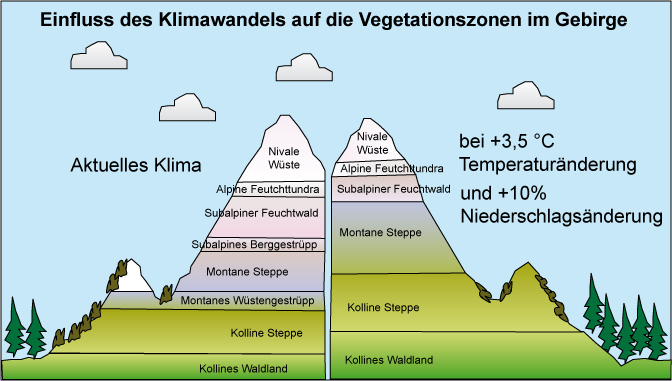
Veränderung der Höhenstufen in ariden Gebirgen bei 3,5 °C Temperaturanstieg und 10 % Niederschlagszunahme

Klimaveränderungen führen zu vertikalen Verschiebungen der Höhenstufen analog zu den Verschiebungen von globalen Klima- und Vegetationszonen. Dies hat Auswirkungen auf die Lebensräume der Tiere. Beispielsweise verkleinert sich der Lebensraum der Schneehasen in den Alpen, wenn sich die von ihnen bewohnten Höhenstufen nach oben verlagern.
Ein Vergleich mit den Berichten von Alexander von Humboldt und Aimé Bonpland am Antisana zeigt, dass die Vegetation 2019 über 200 Meter höher war als um 1800. In den letzten Jahrzehnten haben sich aufgrund der globalen Erwärmung die Vegetationsstufen der Anden zehn bis zwölf Meter pro Dekade nach oben verschoben.
Diese Tendenz ist auch in den gemäßigten Breiten zu beobachten: Während für Westfalen 1981 noch eine Obergrenze von 200 m für die unterste Mittelgebirgsstufe angegeben wurde, zog der Landesbetrieb Wald und Holz Nordrhein-Westfalen 2011 die Grenze bei 300 m.

## Vergleich Höhenstufen, Klima- und Vegetationszonen
Die Abfolge und Ausprägung der Pflanzendecke von der Ebene bis zu den Gipfelregionen weist auf den ersten Blick große Ähnlichkeiten mit den globalen Vegetationszonen auf, deren Klima von der geographischen Breite vom Äquator zu den Polen abhängig ist. Diese zonalen Vegetationstypen sind auf globaler Maßstabsebene relativ einheitlich und können in der Regel mit sehr großräumigen Ökosystemtypen bzw. Biomen beschrieben werden. Die Bedingungen verschiedener Gebirge weisen hingegen aufgrund spezieller klimatischer Unterschiede und einer jeweils eigenen (isolierten) Stammesgeschichte des Arteninventars deutliche Unterschiede auf, die die Abweichungen verursachen. Während global etwa zwischen borealem Nadelwald, hemiborealem Übergangs-Mischwald und nemoralem Laubwald unterschieden wird, müssen im Gebirge die konkreten Pflanzengesellschaften – etwa kolliner Eichen-Hainbuchenwald, submontaner Buchenwald, tiefmontaner Tannen-Buchenwald und hochmontaner Fichten-Tannenwald – herangezogen werden.

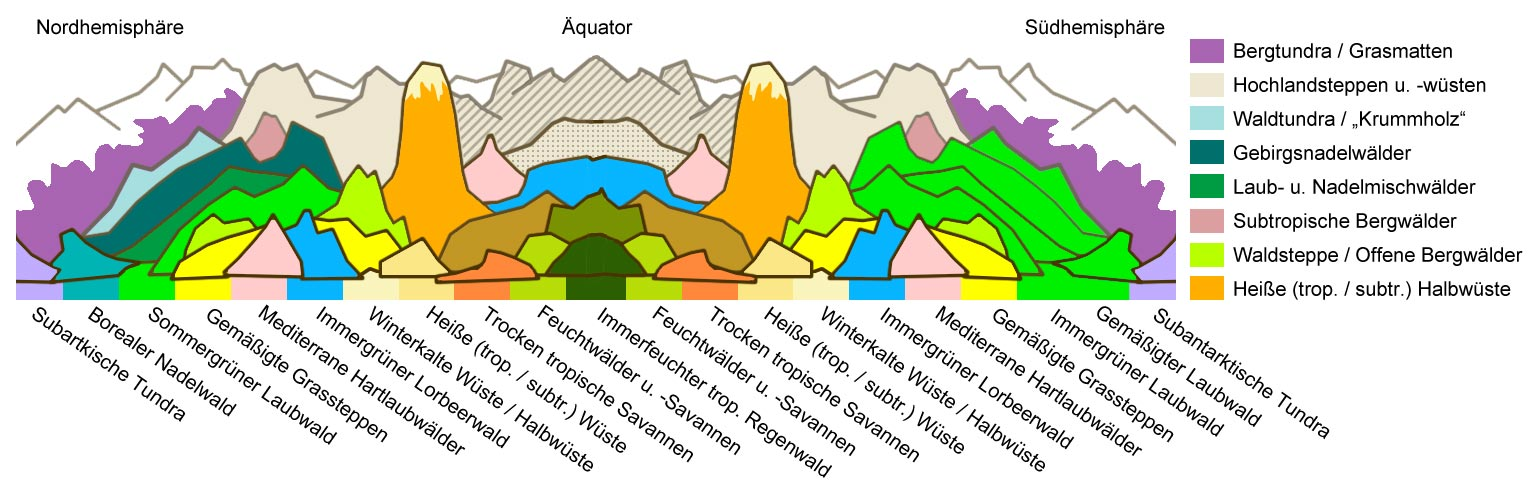
Vegetationszonen und extrazonale Vegetationstypen der Erde

### Unterschiede
Je weiter klimatisch vergleichbare Zono- und Orobiome voneinander entfernt sind, umso größer sind folgende Unterschiede:
- Tagesgang  der Temperaturschwankungen (in tropischen Hochgebirgen größer als im Jahresgang)
- Tageslänge  (am Äquator ganzjährig 12 Stunden, an den Polen je nach Jahreszeit 0 bis 24 Stunden)
- Ähnlichkeiten im Arteninventar (aufgrund gemeinsamer Stammesgeschichte; Unterbrechung durch Isolation in Eiszeitrefugien, als Glazialrelikte u. ä.)[2]

Demnach sind etwa die Unterschiede zwischen der Tundra arktischer Tiefebenen und der Bergtundra Südnorwegens auf 1000 bis 1600 m geringfügig, während die klimatisch vergleichbare Páramo-Vegetation der tropischen Anden auf 3800 bis 4700 m vollkommen andere Pflanzenformationen und Pflanzengesellschaften aufweist.
Die Höhe eines Gebirges und die Hangneigungen haben zudem Einfluss auf:
- Strahlungsintensität (in der Höhe zunehmend durch geringere Luftdichte und Lufttrübung)
  -  UV-Strahlung:  Pflanzen mit verdickter Epidermis zum Schutz vor UV-Schäden
  -  Wärmestrahlung:  stärkere Bodenerwärmung auf besonnten Hängen, schwächere im Schatten
- Wasserhaushalt (vor allem meist höhere Niederschlagssummen im Gebirge und schnellerer Abfluss)
- Windverhältnisse (Tal- und Bergwinde führen zu schnellen Temperaturwechseln)
- Solifluktion und Erosion (spezielle Bodenformationen mit Einfluss auf die Flora)

## Modelle und Bezeichnungen
Je weiter Gebirge voneinander entfernt sind, desto größer sind die Unterschiede! Aus diesem Grund werden neben den etablierten, orographischen Bezeichnungen (planar, kollin, montan, alpin, nival u. a.) je nach Autor und fachlicher Ausrichtung insbesondere für Gebirge außerhalb der gemäßigten Zonen zum Teil völlig andere Bezeichnungen verwendet oder unterschiedlich definiert als in anderen Modellen.
Während die Hochgebirgsstufen über der oberen (thermischen) Waldgrenze bedingt vergleichbar sind, besteht bei den anderen Begriffen Verwechslungsgefahr, wenn eine Stufe nicht im Kontext des ganzen Modelles betrachtet wird. Kritisiert wird vor allem die Verwendung der Bezeichnung subtropische Höhenstufe für die zweite Stufe tropischer Gebirge (statt für die Planarstufe subtropischer Gebirge) sowie zwei unterschiedliche Definitionen für die subalpine Höhenstufe.

## Beispiele für Höhenstufen-Modelle

Höhenstufengliederung der Alpen

Etabliert hat sich die „klassische“ Höhenstufengliederung der (nördlichen) Alpen beziehungsweise der mitteleuropäischer Gebirge, die hier von den orographischen beziehungsweise geomorphologischen Verhältnissen (Ebene, Hügel-, Mittelgebirgs-, Hochgebirgsstufe) abgeleitet werden kann. Die Bezeichnungen stammen aus der traditionellen Alpenforschung. Um den deutlich anderen Höhenzonen von Gebirgen etwa mediterraner, arider (waldfreier) oder tropischer Klimate gerecht zu werden,wie auch in fremdsprachiger Literatur, finden sich teils völlig andere Bezeichnungen und Abfolgen. Während dies vor allem für subtropische Gebirge gilt, werden für tropische Gebirge (vorwiegend von europäischen Autoren) zum Teil die orographischen Begriffe mit entsprechend angepassten Definitionen verwendet.

### Alpen und Mittelgebirge Deutschlands und Österreichs
Auch innerhalb der Alpen liegen die Höhenstufen je nach Breitengrad und Kontinentalität in etwas verschiedener Höhenlage. Gemeinsam ist die typische, wenn auch regional spezifische Abfolge, die sich an allgemeinen Indikatoren festmachen lässt.
Im Folgenden die Angaben für die Ostalpen sowie die nord- und westdeutschen Mittelgebirge:
| Höhenstufe                  | Höhenstufe                           | Allg. Begriff            | Höhenlage bis (m) | Höhenlage bis (m) | Beschreibung (Vegetation nur auf Alpen bezogen) 1 | Temperaturen (°C) 7 | Temperaturen (°C) 7 |
| Fachbegriff                 | Übersetzung                          | Allg. Begriff            | Alpen 1           | Mittelgeb. 2      | Beschreibung (Vegetation nur auf Alpen bezogen) 1 | jährl. Mittel       | kältester Monat     |
| --------------------------- | ------------------------------------ | ------------------------ | ----------------- | ----------------- | --- | ------------------- | ------------------- |
| planar                      | Tieflandstufe                        | Tieflagen und Tallagen 7 | < 300             | < 100             | Tieflagen mit üblichen Durchschnittstemperaturen der Klimazone, sehr divers, Vegetation: Laubwälder, heute weiträumig anthropogene Kulturlandschaften | > 11                | 1 / 10              |
| kollin                      | Hügelland- stufe                     | Tieflagen und Tallagen 7 | 300–800           | 100–300           | Obergrenze der Eichen und des Weinbaus; Rotbuchenwald, Eichenwald, Eichen-Hainbuchenwald; sehr divers, weiträumig kulturlandschaftlich überprägt | > 11                | 1 / 10              |
| submontan                   | tiefste Mittelgebirgsstufe           | Tieflagen und Tallagen 7 | 700–1000          | 300–500           | Buchenwald mit zunehmender Weiß-Tanne, Fichten-Tannen-Buchen-Wald, Fichten-Tannen-Wald, europaweit forstwirtschaftliche Fichten-Ersatzkulturen, Obergrenze des Obstbaus an begünstigten Standorten; in den Alpen Übergangszone von Ökumene zu Subökumene 8 | 8 / 11              | 0 / −3              |
| (tief)montan 3              | Mittelgebirgs- stufe (Montanstufe) 3 | Mittellagen              | 800–1200          | 500–600           | bereits geringere Durchschnittstemperatur, aber noch mild durch Kaltluftabfluss, in Mulden und Tälern dagegen kontinentaler mit deutlicher Frostgefahr (Kaltluftseen), Rotbuche deutlich zurückgedrängt, zunehmend Nadelgehölze wie Fichte, in azonalen Vegetationseinheiten auch schon ein deutlich sichtbarer Wandel; in den Alpen Obergrenze der Ökumene zur Subökumene (ganz vereinzelt heute noch Bauernhöfe: Obergrenze von Weizen und Roggen)                                             | 8 / 11              | 0 / −3              |
| mittelmontan / obermontan 3 | Mittelgebirgs- stufe (Montanstufe) 3 | Mittellagen              | 1000–1400         | 600–800           | Gipfelregion und Subökumene der Mittelgebirge; in den Alpen lokale Übergangszone von tief- zu hochmontan | 8 / 11              | 0 / −3              |
| hochmontan                  | Mittelgebirgs- stufe (Montanstufe) 3 | Mittellagen              | 1300–1850         | 800–1000          | Obergrenze des Laubwaldes, vorwiegend Nadelwälder; nur mehr saisonell bewohnbar: Mittelalmen (Frühsommer- und Spätsommerweide, früher Bergmahd) | 8 / 11              | 0 / −3              |
| subalpin                    | tiefste Hochgebirgsstufe             | Hochlagen                | 1500–2500         | 1000–1100         | „Kampfzone“ des Waldes zwischen Wald- und Baumgrenze, die Untergrenze ist durch die obere Verbreitungsgrenze von Rotbuche und Tanne, sowie Bergahorn und Rotföhre markiert: Rotbuche nur noch sehr vereinzelt an günstigsten Standorten (z. B. Westalpen), ansonsten ähnlich den borealen Wäldern Sibiriens mit Fichte, Lärche, Zirbelkiefer 4, Krüppelwuchsformen und Zwergformen (Nana-Sorten, etwa Latschenfelder), tiefe Gletscherzungen; Hochalmregion (Hochsommerweide von Rind und Pferd) | 4 / 7               | −4 / −6             |
| alpin                       | Hochgebirgsstufe                     | Hochlagen                | 2000–3000         | > 1100            | allgemein waldfreie Bergtundra, Matten, alpine Zwergstrauchheiden, Rasen, Staudenfluren, Polsterpflanzen, darüber nur noch Flechten und Moose 6, Zehrgebiet der Gletscher; Bewirtschaftung nur mehr freiziehende Schaf- und Ziegenherden | < 4                 | < −7                |
| nival                       | Hochgebirgsstufe                     | Hochlagen                | > 3000            |                   | Grenze geschlossener Vegetation der Alpengipfel; anstehender Fels, weitgehend schneebedeckte Anökumene, Nährgebiet der Gletscher; Kryoplankton, im Schneefreien Nunatakkerfluren 6 | < 0                 | < −7                |

### Mediterrane Zone
Für die mediterranen Regionen,

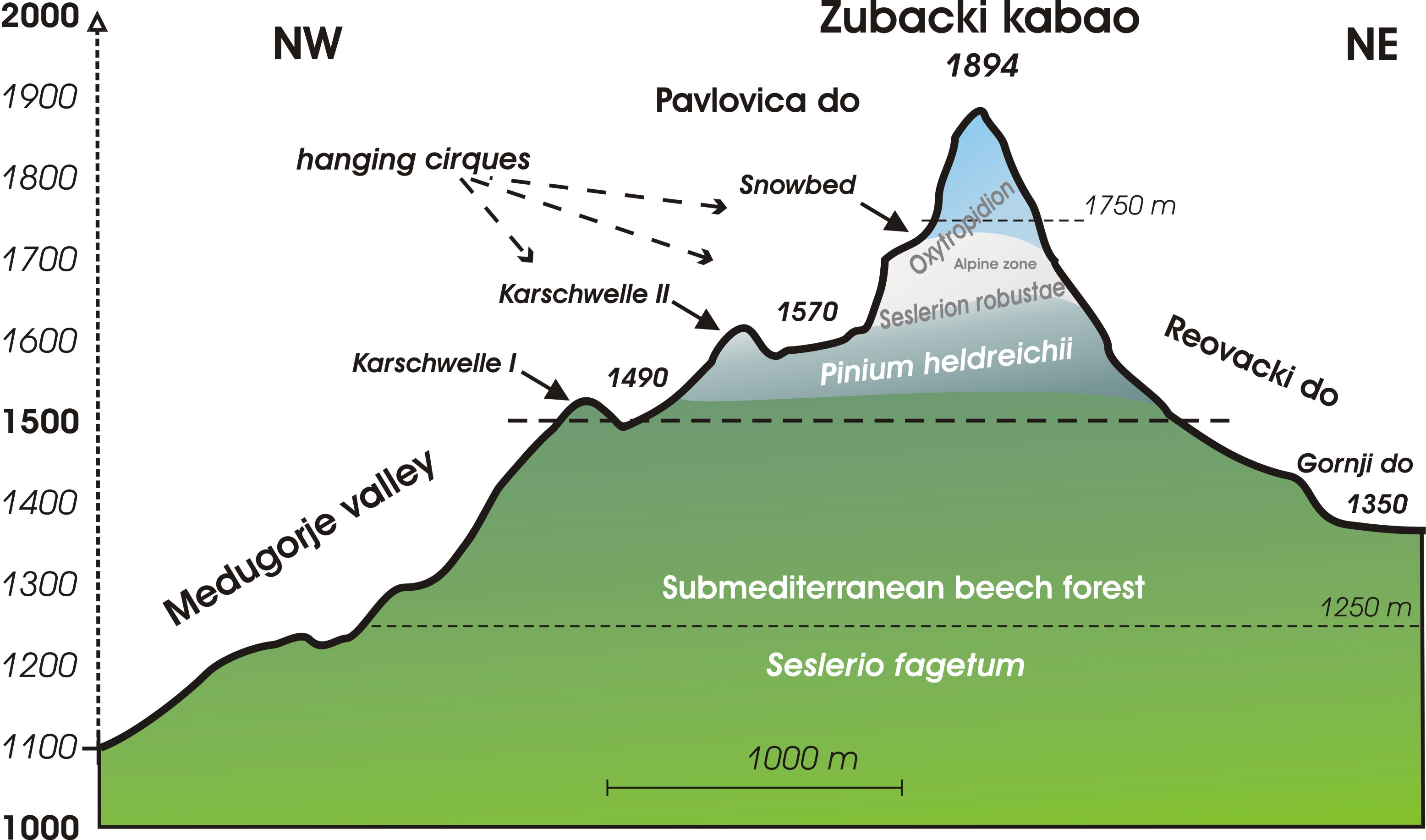
Transekt mediterraner Höhenstufen im zentralen Hauptkamm des Orjen

die von vielen endemischen Pflanzen und artenreicher Biozönosen subtropischer Hartlaubvegetation-, parkähnlicher nemoraler Nadelwald-, trockenheitsangepasster Strauch- und geophytenreicher Trockenrasen-Formationen geprägt ist, hat sich eine eigene Höhenstufungsterminologie durchgesetzt.
Im klassischen Mittelmeerraum wird dabei unter anderem zwischen nord-mediterranen Übergangszonen mit unterer mediterraner und oberer alpiner Höhenzonierung (z. B. Süd- und Seealpen), mediterraner Zonierung (z. B. Pindos, Südapennin, Sierra Nevada) mit eumediterraner oder thermomediterraner unterster Stufe,sowie den Trockengebirgen Nord-Afrikas (Atlas) und des vorderen Orients (Libanon, Taurus) mit xeromediterraner unterer Stufe unterschieden.

Zum anderen unterscheidet man florenhistorisch zwischen west-, zentral- sowie ostmediterraner Höhenzonierung, da die einzelnen Gebirge, durch ein unterschiedliches Floreninventar, auch äußerst gegensätzliche Höhenstufen ausbilden. So tritt die typische aride Dornpolsterstufe (auch mediterrane Dornpolster-Felsheide genannt mit Acantholimon und Astracantha) im Atlas, der Sierra Nevada, Taurus, Süditalien und Kreta auf, fehlt aber beispielsweise im griechischen Pindos, den Dinarischen Alpen oder dem Apennin und Korsika. Die Dornpolsterstufe ist dabei typisch kryoromediterran ausgebildet und tritt beispielsweise auf Kreta zwischen 1500 und 2456 Meter, im Taurus zwischen 1700 und 2700 Meter und dem Hohen Atlas zwischen 2400 und 3500 Meter auf.
Die Waldgrenze wird in mediterranen Gebirgen immer von trockenresistenten Nadelbäumen gebildet; diese typischen oromediterranen Trockenwälder an der Waldgrenze werden in den Südostdinariden von der endemischen xero-basophilen Schlangenhaut-Kiefer, im Pindos auch noch mit der Griechischen Tanne, in der Sierra Nevada von der Spanischen Tanne sowie im Taurus und Atlas von der Kilikischen Tanne, Numidischen Tanne sowie Libanon-Zeder und Atlas-Zeder gebildet.
Als Beispiel der mediterranen Höhenstufung wird der Orjen in den litoralen (küstennahen) Südostdinariden nach Sergeevič & Grebenščikov veranschaulicht. (Anmerkung: Die Übersetzung in die vergleichbaren orographischen Stufen kann je nach Autor und Gebirge abweichen.)

| mediterranes Modell                       | orographische Übersetzung | Höhenlagen | Beschreibung |
| ----------------------------------------- | ------------------------- | ---------- | --- |
| eumediterran (Hartlaubstufe)              | planar-kollin             | 0–400      | Hartlaubvegetation mit Steineiche und Olivenbaum. An feuchten Stellen Lorbeer-Oleander-Strauchformation. |
| supramediterran (Hartlaub-Mischlaubstufe) | submontan                 | 400–1100   | halbimmergrüner Eichenwald mit Mazedonischer Eiche (Quercus trojana) und Orientalischer Hainbuche (Carpinus orientalis). Darüber Zerreichen- und Balkaneichenwälder (Quercus frainetto). An feuchten und schattigen Lagen Kastanien-Flaumeichenwälder, sowie wärmeliebende Hopfenbuchen- und Flaumeichenwälder. Als Pionierarten wachsen Weiß-Tanne und Baum-Hasel auf trockenen und sonnigen Blockhalden. |
| oromediterran (Laubwaldstufe)             | montan                    | 1100–1450  | Wärmeliebender Kalkbuchenwald mit Tanne. An Felspartien trockenheitsliebende Schlangenhaut-Kiefer- und Dinarische-Karst-Blockhalden-Tannenwälder zum Teil mit Krim-Pfingstrose. Für die wärmeliebenden Buchen-Wälder sind neben wärmeliebenden Blaugräsern (Sesleria autumnalis) aber auch hygrophile Pflanzen wie die Angenehme Akelei typisch. |
| altimediterran (Waldgrenzstufe)           | subalpin                  | 1450–1700  | An der Waldgrenze Rotbuche, Schlangenhaut-Kiefer und Griechischer Ahorn. Darüber trockene Wacholderheiden sowie mit vielen endemischen Arten (z. B. Orjen-Schwertlilie, Dinarische Akelei Viola chelmea) bestandenen Sesleria-robusta-Rasengesellschaften geprägt. Auf grobblockigen Geröllen und Felsen Strauchgesellschaften mit chasmophytischen Kalkfelsspalten-Arten (z. B. Berg-Bohnenkraut, Braunstieliger Streifenfarn, Neumayer-Krugfrucht (Amphoricarpos neumayerianus)).                                             |
| kryoromediterran (Hochlandsteppen-stufe)  | alpin                     | 1700–1900  | Eine „echte“ kalt-mediterrane Klimastufe ist im höchsten Gebirge der dinarischen Küste nicht entwickelt. Durch hohe Winterniederschläge und stürmische Bora-Gipfelwinde entwickeln sich, unter ausgedehnten Schneelagen Schneetälchen-Gesellschaften mit griechisch-anatolischen, irano-turanischen und armeno-tibetischen Xerophyten. Zu Letzteren gehören die Halbwüsten-Schneetälchen mit vorherrschenden Zwiebelmonokotylen, die an felsige Böden, trockene Sommer und orkanartige Bora- und Scirocco-Winde angepasst sind. |

Weitere Beispiele
- Korsika:[24] bis 150 m (in Sonnenlagen; in Schattlagen bis 100 m oder auch fehlend): thermomediterrane Stufe; bis 900 m (Schattlagen: bis 600–700): mesomediterrane Stufe; 800–1000 bis 1200–1350 m (Schattlagen: 500–700 bis 900–1000 m): supramediterrane Stufe; 1300 bis 1800 m (Schattlagen: 900–1000 bis 1600 m): montane Stufe; 1700–1800 bis 2200 m (nur in Sonnenlagen; in Schattlagen fehlend): kryoromediterrane Stufe; 1400–1600 bis 2100 m (die kryoromediterrane Stufe in Schattlagen ersetzend): subalpine Stufe; über 2100 m: alpine Stufe.
- Iberische Halbinsel (Jahresmitteltemperatur und Schwankung bzw. Minimaltemperatur):[16] thermomediterran über 16° (+30°/+10°); mesomediterran: 16°–12° (+30°/+0°); oromediterran: 8°–4° (min. −3°/−6°); kryoromediterran unter 4° (min unter −6°). Diese Kriterien werden auch für die Höhenzonierung zugrunde gelegt, die durch die atlantisch-mediterrane Mischlage stark schwankt.

### Andere Weltgegenden

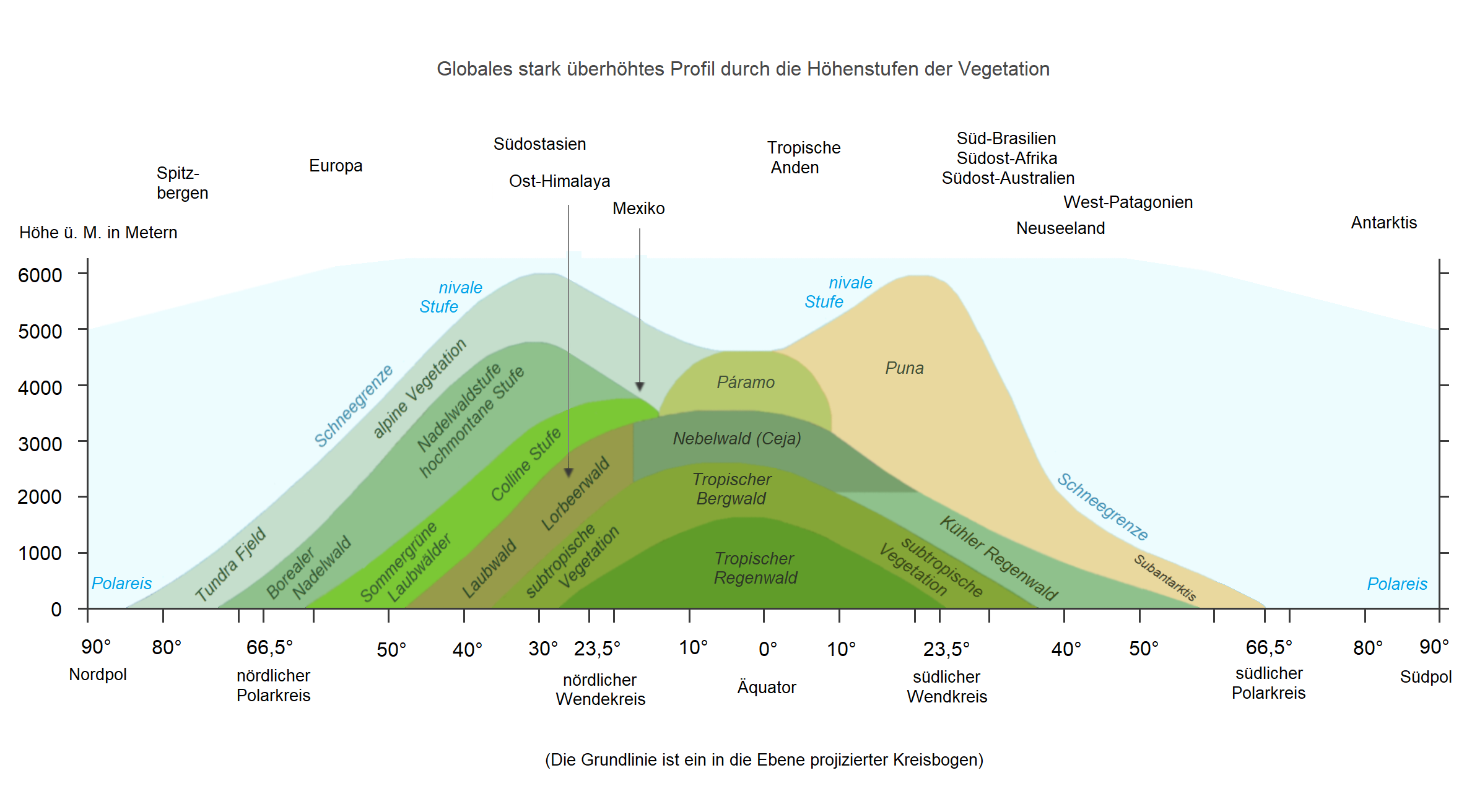
Grob schematische Darstellung der globalen Anordnung der Höhenstufen ohne Einzeichnung der Gebirge

Grundsätzlich ist die Anzahl der Vegetationsstufen größer, je höher ein Gebirge ist, je humider das Klima und je näher ein Gebirge am Äquator liegt. Demnach liegen die höchsten Gebirge der Polargebiete – etwa der Mount Vinson in der Antarktis (ca. 5000 m) und der Gunnbjørn Fjeld auf Grönland (ca. 3700 m) – komplett in der Gletscherregion der nivalen Stufe beziehungsweise des polaren Zonalklimas. Demgegenüber werden für den Kinabalu auf Borneo oder für die Ostseite der Anden in Venezuela in den immerfeuchten Tropen jeweils sieben (groß-maßstäbliche) Stufen beschrieben. Das gleichmäßige Klima und die dicht aufeinanderfolgende Abstufung in den tropischen Gebirgen führen zu einer enorm großen biologischen Vielfalt pro Flächeneinheit, sodass fast alle sogenannten Megadiversitätszentren der Erde mit mehr als 5.000 Gefäßpflanzen-Arten auf 10.000 km² dort zu finden sind.
Die Höhengrenzen werden zu den Polen hin niedriger, die nivale Stufe sinkt auf Meeresspiegelniveau ab (Geographischer Formenwandel). Die Asymmetrie zwischen der Nord- und Südhemisphäre ist bedingt durch die unterschiedliche Verteilung der Kontinentalmassen. Auf der Südhalbkugel sind die Höhenstufen aufgrund der größeren Nähe zu den Meeren allgemein stärker ozeanisch geprägt, eine Ausnahme bilden die Küstenwüsten. Auf der Nordhalbkugel gibt es außer den ozeanischen Bereichen auch viele kontinental geprägte Höhenstufen.

#### Skandinavien

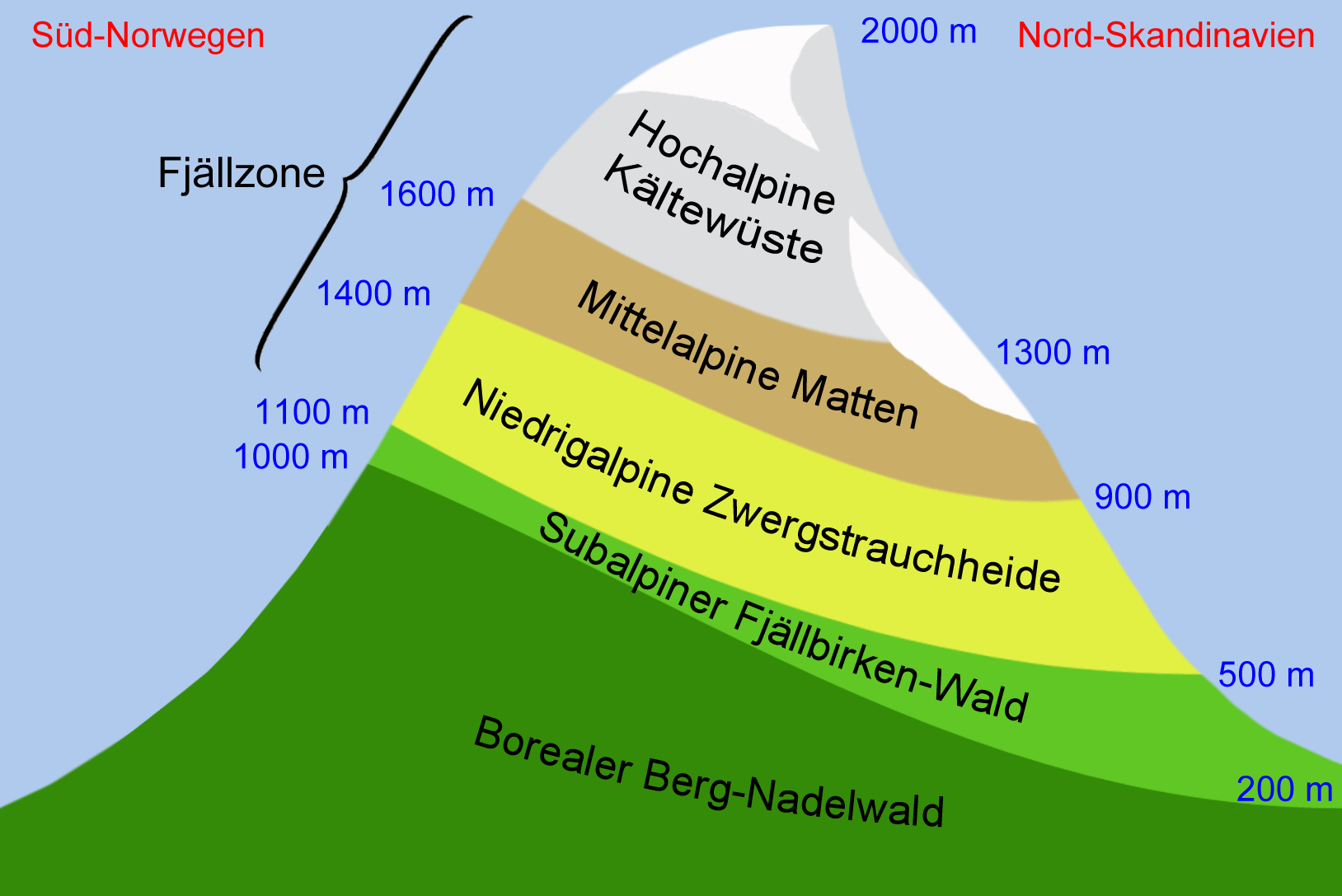
Höhenstufen des skandinavischen Gebirges im Nord-Süd-Längsschnitt

Je weiter nördlich sich die Gebirgsregion befindet, desto niedriger liegen die Höhenstufen.

#### Anden
Die klassisch lateinamerikanischen, thermischen Höhenstufen der Anden für die tropischen Breiten heißen: Tierra Caliente („heißes Land“) 0–1000 m, Tierra Templada („gemäßigtes Land“) 1000–2000 m, Tierra Fria („kühles Land“) 2000–3500 m, Tierra Helada („kaltes Land“) ab der Baumgrenze und Tierra Nevada („Schneeland“) ab der Schneegrenze bei etwa 5000 m. Diese Unterteilung stammt von dem kolumbianischen Naturforscher Francisco José de Caldas und wurde später von Alexander von Humboldt und Aimé Bonpland für die botanische Untersuchung aufgegriffen.
Höhenstufen nach Vidal: Chala (Westen, Pazifikküste) 0–500 m, Omagua (Osten, Amazonien) 80–400 m, Rupa-Rupa 400–1000 m (Ostseite), Lomas (Westseite) 450–600 m, und Yunga 1000–2300 m, Quechua 2300–3500 m, Suni, Jalca oder Sallqa 3500–4000 m, Puna 4000–4800 m, Janca über 4800 m.

#### Äthiopien
Für die Höhenstufen in Äthiopien gibt es eine eigene Gliederung, die sich nicht auf die Vegetation, sondern auf den anthropogenen Nutzwert bezieht: Bis auf 1500/1800 m reicht die ungenutzte Kola, die aus trockenen oder malariaverseuchten Gebieten besteht. Bis 2300/2600 m liegt die Woina Dega (Weinland), in dem die meisten Felder, Gärten und Siedlungen liegen. Ackerbau und Viehzucht wird auch noch in der nächsthöheren Stufe bis auf etwa 3600/3900 m betrieben, die Dega genannt wird. Darüber hinaus liegt die Werch, die der ungenutzten alpinen Stufe entspricht.

#### Hindukusch
Für den Hindukusch müssen – wie für sehr viele Gebirge – je nach Seite unterschiedliche Höhenstufen gebildet werden: Der Norden (N) ist kontinental-trocken, der Süden (S) liegt unter Monsuneinfluss; nach Breckle, 2004:
- Talbereich N < 1400, S < 1100; Laubwaldstufen N 1400–2000, S 1000–2300; Nadelwaldstufen N 2000–2800, S 2200–3000; Waldgrenze N nicht erkennbar, S 3000–3150; Subalpinstufe N 2800–3600, S 3000–3500; Alpine Stufe N 3600–4200, S 3500–4300; Subnivalstufe N 4200–4800, S 4300–5200; Schneegrenze N 4800–5200, S. 5200–5400